# Cylindroporella tubulosa
Cylindroporella tubulosa är en mossdjursart som först beskrevs av Norman 1868.  Cylindroporella tubulosa ingår i släktet Cylindroporella och familjen Lacernidae. Inga underarter finns listade i Catalogue of Life.